# Eton Lake

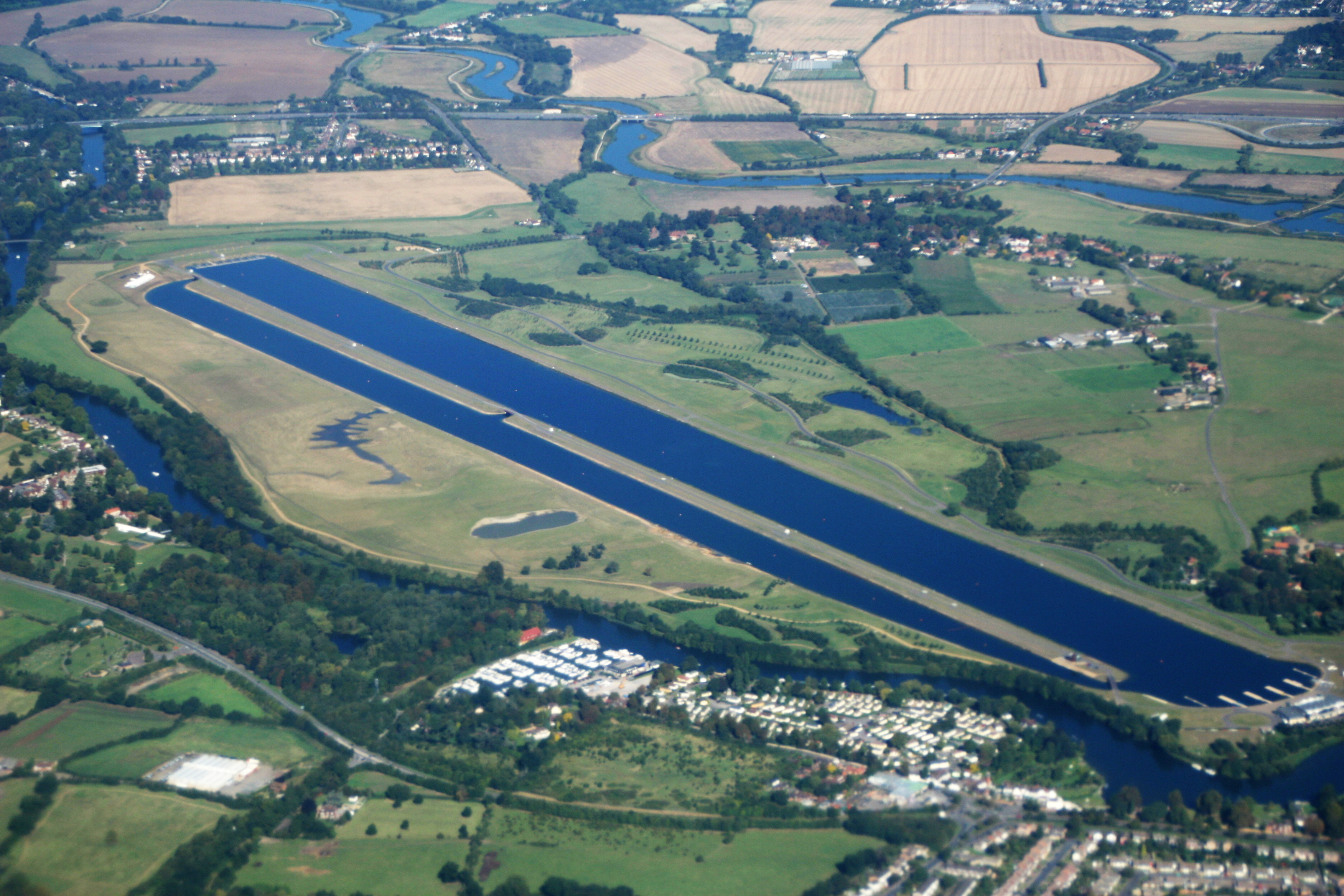
Pohled na veslařský kanál v roce 2007

Eton Lake, oficiálně Eton College Rowing Centre, označované často také jako Eton Dorney, je umělý veslařský kanál nacházející se asi 30 km západně od Londýna v Etonu v hrabství Berkshire (Buckinghamshire) v blízkosti Windsorského zámku. Veslařský kanál je 2200 metrů dlouhý s osmi závodními drahami pro veslování a doplňkovým vratným kanálem. Hloubka vody zde dosahuje minimálně 3,5 metru. Kromě závodů ve veslování a rychlostní kanoistice se zde konají také závody dračích lodí, trénují zde i triatlonisté.
Na Letních olympijských hrách 2012 a i Letních paralympijských hrách 2012 v Londýně toto sportoviště sloužilo pro olympijské a paralympijské soutěže ve veslování a v rychlostní kanoistice. Sportoviště odpovídá nejpřísnějším pravidlům Mezinárodní veslařské federace FISA.
Celý areál před olympijskými hrami prodělal kompletní rekonstrukci a jeho kapacita nyní dosahuje až 30 000 návštěvníků. Velkou zajímavostí v nově rekonstruovaném areálu je padesátimetrový most přes kanál, který divákům umožní velmi netradiční pohledy na celý areál a probíhající soutěže. Poprvé v historii olympijských her také došlo k tomu, že televizní sportovní přenosy ze soutěží na olympijských hrách přenášela televizní kamera zavěšená na laně podél celé délky závodní tratě (tedy 2000 metrů).

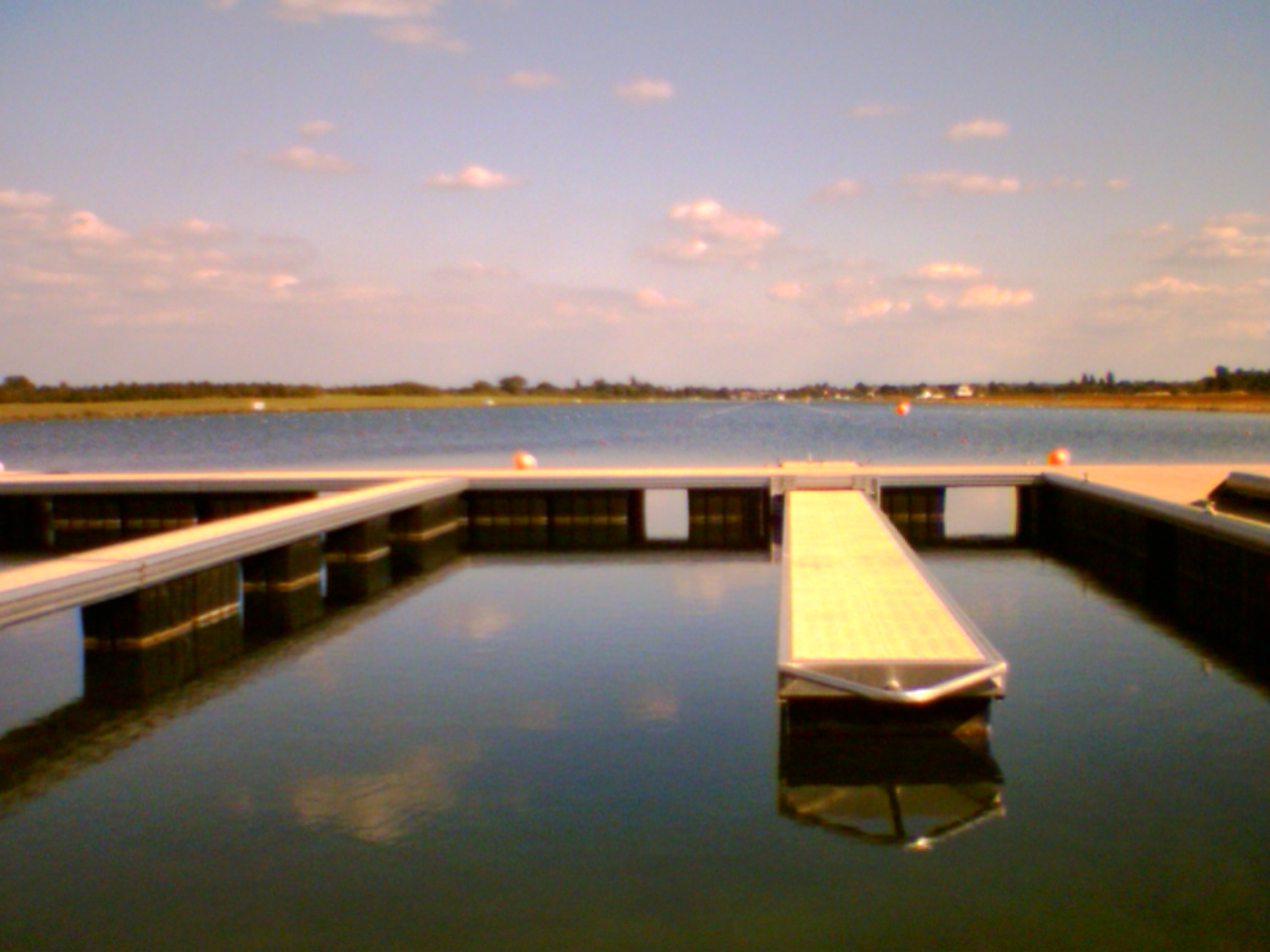
Pohled na startovací zařízení v Dorney Lake

Sportovcům je tento areál celkem dobře znám, ještě před rekonstrukcí se zde v roce 2006 konalo Mistrovství světa ve veslování, pravidelně se zde konají závody Světového poháru ve veslování a další sportovní soutěže. Jeho mírnou nevýhodou bývá otevřená krajina, která v kombinaci s častým britským větrným počasím může závodníkům způsobovat problémy.